# نادي الهلال يونايتد
نادي الهلال يونايتد (نادي الهلال المتحد) نادي كرة قدم إماراتي من أندية الهواة مملوك للأمير عبد الله بن مساعد آل سعود يلعب في دوري الدرجة الثانية الإماراتي ويقع في دبي .

## التاريخ
تأسس نادي الهلال المتحد في عام 2019 في الليسيلي، دبي، الإمارات العربية المتحدة، وفي حوالي فبراير 2020، أُعلن أن عبد الله بن مساعد بن عبد العزيز آل سعود يمتلك ملكية النادي المنشأ حديثًا.
بدأ النادي رحلته بالمنافسة في دوري الدرجة الثانية الإماراتي، الدرجة الثالثة لكرة القدم الإماراتية، خلال موسم 2019–20. وأنهوا الموسم التالي في المركز الخامس برصيد 23 نقطة في 17 مباراة.